# Alto gótico victoriano

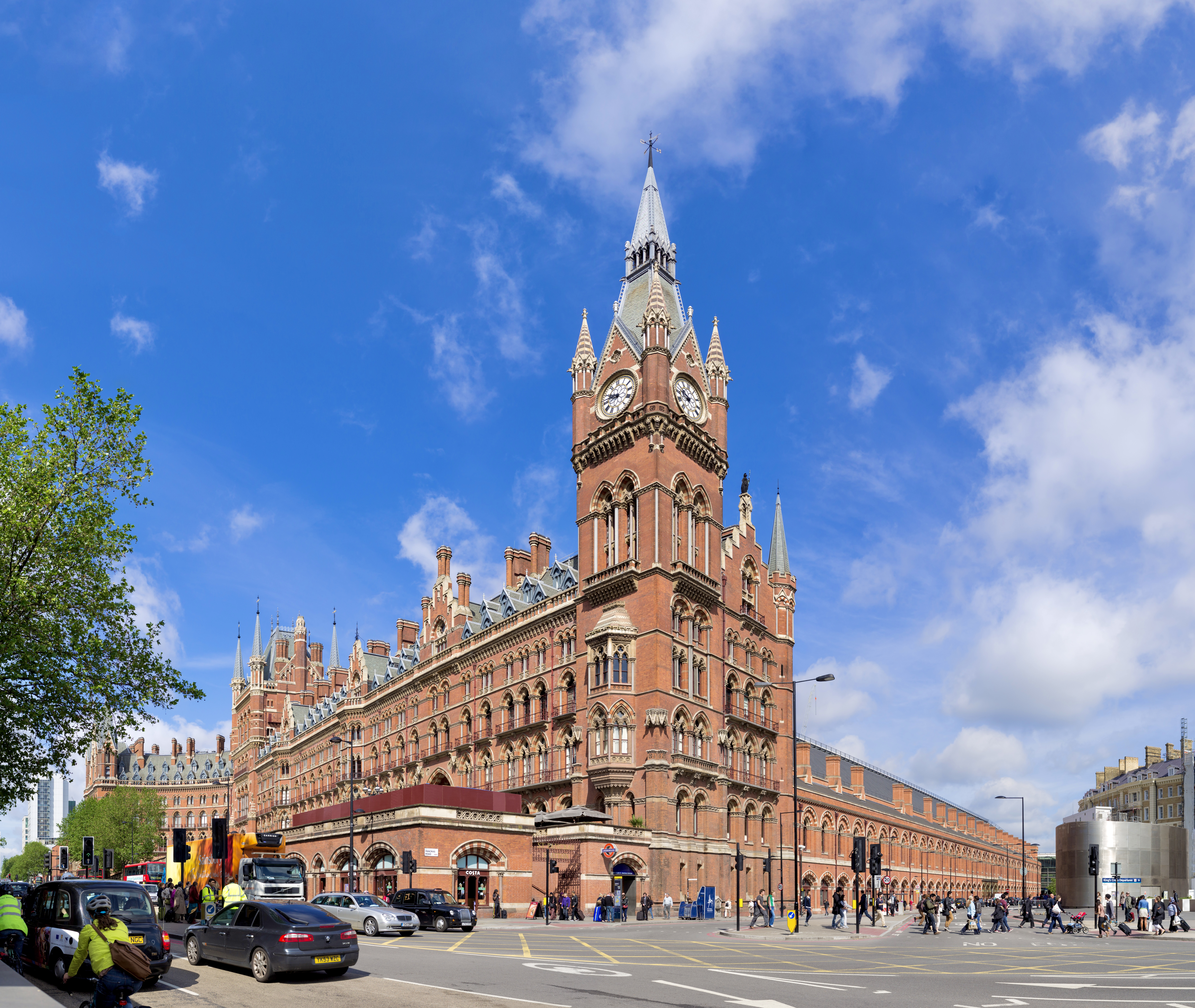
La Estación de Saint Pancras en Londres. Hecho por George Gilbert Scott, (1861).

El alto gótico victoriano fue un estilo y movimiento arquitectónico ecléctico de mediados y finales del siglo XIX. Los historiadores de la arquitectura lo ven como un subestilo del estilo más amplio del neogótico o como un estilo separado por derecho propio.
Promovido y derivado de las obras del arquitecto y teórico John Ruskin, aunque eventualmente divergió, a veces se lo conoce como gótico ruskiniano.

## Características
Se caracteriza por el uso de decoración policromada (multicolor), "uso de textura variable" y detalles góticos. El erudito en arquitectura James Stevens Curl lo describe así: "Estilo de las estructuras policromadas algo duras del Renacimiento gótico en las décadas de 1850 y 1860, cuando Ruskin dominaba como árbitro del gusto. Al igual que el gótico alto, es un término insatisfactorio, ya que plantea la cuestión de qué es "bajo victoriano". Tal vez 'Mid-Victorian' sería más útil, pero las fechas precisas y la descripción de estilos lo serían más".
Entre los practicantes más conocidos del estilo se encuentran William Butterfield, George Gilbert Scott, George Edmund Street, y Alfred Waterhouse. El edificio Victoria de Waterhouse en la Universidad de Liverpool, descrito por Sir Charles Reilly (un oponente del gótico victoriano) como "el color del barro y la sangre", fue la inspiración para el término "universidad de ladrillo rojo" (a diferencia de Oxbridge y la otras universidades antiguas).
En la década de 1870, el estilo se hizo popular para la arquitectura cívica, comercial y religiosa en los Estados Unidos, aunque era poco común para las estructuras residenciales. Se usó con frecuencia para lo que se convirtió en el "Old Main" de varias escuelas y universidades a fines del siglo XIX en los Estados Unidos. El estilo stick a veces se considera la manifestación de madera del estilo gótico victoriano alto.

## Ejemplos
En Reino Unido
- Todos los Santos, Margaret Street, Londres. Butterfield, 1849-1859.
- Iglesia de St James, Baldersby, Yorkshire. Butterfield, 1856-1858.
- Ayuntamiento de Mánchester, Waterhouse, 1863-1877.
- Albert Memorial, Londres. Scott, 1872.
- Reales Tribunales de Justicia, Londres. Calle, 1873–82.
- Núm. 2-7 Arden Street, Stratford upon Avon.[13]
- Kirna, Walkerburn, Scottish Borders, 1867.[14]

En Estados Unidos
- Hospital Estatal del Río Hudson, Poughkeepsie, Nueva York
- Biblioteca Jefferson Market, Nueva York, Nueva York
- Memorial Hall (Universidad de Harvard), Cambridge, Massachusetts
- Ayuntamiento de New Haven y Palacio de Justicia del Condado, New Haven, Connecticut
- La Escuela Miller de Albemarle, Condado de Albemarle, Virginia (1878-1884)
- Anderson Hall (Manhattan, Kansas), Universidad Estatal de Kansas

## Otras fuentes
- Brownell, Charles (ed) (1992). Making of Virginia Architecture. Charlottesville: Virginia Museum of Fine Arts. ISBN 978-0917046346.
- McAlester, Virginia; Lee McAlester (1984). A Field Guide to American Houses. New York: Alfred H. Knopf. ISBN 978-0394739694.
- Powers, Alan (1996). «Liverpool and Architectural Education in the Early Twentieth Century».  En Sharples, Joseph, ed. Charles Reilly & the Liverpool School of Architecture 1904–1933. pp. 1–23. ISBN 978-0853239017.